# Alfred LeConey
Alfred LeConey, född 11 mars 1901 i Moorestown i New Jersey, död 11 november 1959 i Plainfield i New Jersey, var en amerikansk friidrottare.
LeConey blev olympisk mästare på 4 x 100 meter vid olympiska sommarspelen 1924 i Paris.